# Vojta Merten
Vojta Merten, vlastním jménem Vojtěch Bartůšek, křtěný Vojtěch Jan (28. srpna 1895 Žižkov – 17. června 1945 Praha) byl český herec-komik, známý především jako živý představitel Kašpárka v dětských hrách a dobrodružných pohádkách. 

## Životopis
Narodil se jako Vojtěch Bartůšek na Žižkově v rodině typografa. Po vzoru otce se vyučil také typografem, ale odešel ke kočovnému divadlu a hrál u společností ředitelů Janovského a Blažka.
Prošel Východočeským divadlem, divadlem na Kladně a Českým divadlem v Olomouci.
Ve druhé polovině 20. let 20. století přesídlil trvale do Prahy a vystupoval jako komik v pražských kabaretech a divadlech. Již v roce 1924 uváděl v divadle Komedie své hry s Kašpárkem. 
Působil také v Aréně na Žižkově, Deklaraci, divadle Rokoko, Novém divadle a Osvobozeném divadle.  V období květen 1935 – březen 1936 působil jako ředitel v Malé operetě na Vinohradech.
Od roku 1922, byl ženatý s Marii Kulíkovou (1901), s kterou měl dceru Vlastu, ta v roce 1946 vydala o svém otci, útlou knížku Kašpárek Vojta Merten vypravuje dětem pohádky. Vojta Merten v červnu 1945, v Praze Braníku, kde žil spáchal sebevraždu.

## Mertenovo divadlo
V roce 1929 seskupil asi desetičlennou skupinu, která začala vystupovat na různých pražských scénách s hrami, ve kterých byl hlavní postavou Kašpárek, ztvárněný Vojtou Mertenem. V rolích dalších postav s ním na jednotlivých představeních spolupracovali například někteří členové Osvobozeného divadla (Václav Trégl, František Filipovský, Franta Černý aj.) i herci z dalších pražských divadel (Jára Kohout, aj.). Soubor takto vystupoval až do roku 1936, kdy pro vyčerpání zájmu publika svoji činnost ukončil. 

## Citát
| „             | Obnovili jsme představení pro děti, pohádky, vždycky ve středu a v sobotu odpoledne a v neděli dopoledne. Už jsem s nimi měl dobré zkušenosti z Rokoka, kde jsme angažovali Vojtu Bartůňka, který se časem jako Vojta Merten vypracoval na nejlepšího československého Kašpárka. Mertenovi, původně typografu, jsem přihrával jako policajt Šmidra a po představení jsme rozdávali mrňavému obecenstvvu praporky, balónky nebo dětské noviny. | “ |
| — Jára Kohout | |   |

## Filmografie
- 1928 Ve dvou se to lépe táhne, role: hospodský, režie Svatopluk Innemann
- 1935 Naši herci co by pouliční zpěváčci, zpěvák, režie Ludvík Guba
- 1939 Zlatý člověk, vrátný, režie Vladimír Slavínský
- 1939 Hvězda z poslední štace, loupežník, režie Jiří Slavíček
- 1939 Tulák Macoun, dílovedoucí, režie Ladislav Brom
- 1939 Paní Kačka zasahuje..., řezník Douděra, režie Karel Špelina
- 1939 Kristian, taxikář, režie Martin Frič
- 1940 Adam a Eva, vrátný v hotelu, režie Karel Špelina
- 1940 Muzikantská Liduška, muzikant Homolka, režie Martin Frič
- 1940 Poslední Podskalák, Podskalák, režie Jan Sviták
- 1941 Přednosta stanice, zpěvák, režie Jan Sviták

## Diskografie
- 2019 Historie psaná šelakem – Vojta Merten – Kašpárek i pro dospělé. Nahrávky z let 1929–1946, vyd. Supraphon [8]

## Galerie

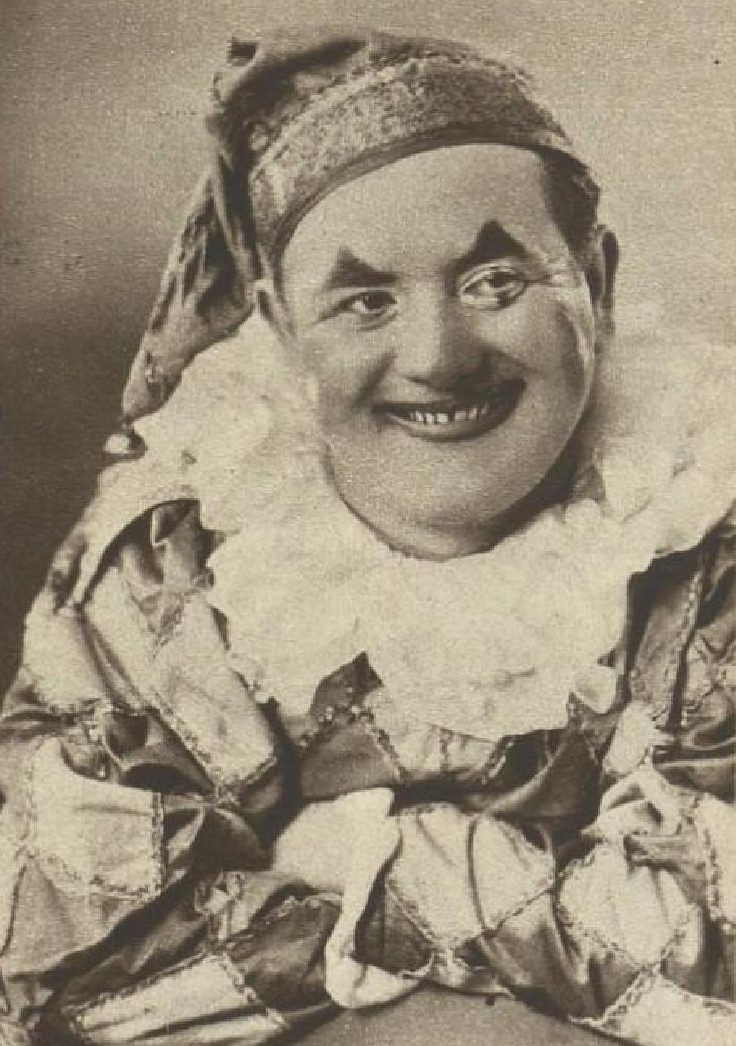
Kašpárek, pan Vojta Marten (kolem roku 1928)
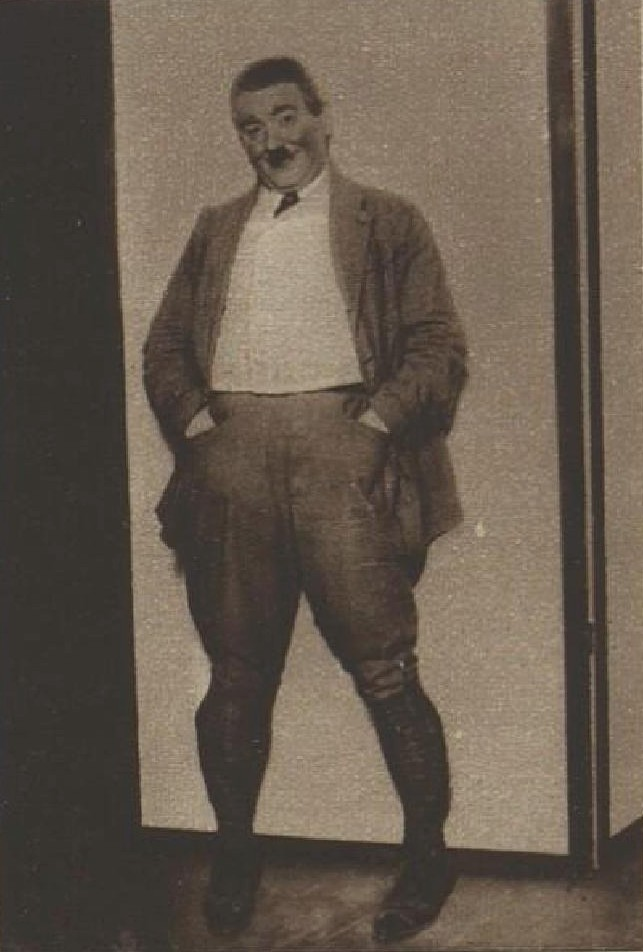
Vojta Marten jako starosta „Šnyt“ v hudební komedii „Můj manžel větroplach“, 1933